# Comté d'Attala
Le comté d'Attala est situé dans l’État du Mississippi, aux États-Unis. Il comptait 17 889 habitants en 2020. Son siège est Kosciusko.